# SABRE
Sabre（SABRE）（セーバー）は、航空・鉄道・ホテルなどで使用されているコンピュータ予約システム（CRS）である。

## 概要
2016年現在、Sabre Holdings の所有する Sabre Global Distribution System (GDS) として運営されている。65,000の旅行業者、400以上の航空会社、125,000以上のホテル、27のレンタカー業者、17のクルーズ会社、50以上の鉄道事業者などが利用している。
旅行業界向けのSabre Travel Network、航空業界向けのSabre Airline Solutions、ホテル業界向けのSabre Hospitality Solutionsの3事業部に分かれ、60ヶ国以上10,000人以上の社員が全世界にシステム提供を行っている。かつては一般旅行者向けのTravelocityも所有していたが、同部門は2015年1月オンライン旅行会社のエクスペディアに売却された。
2014年4月、米国NASDAQ市場に再上場を行った。

## 背景
このシステムは1950年代に深刻な問題に直面していたアメリカン航空（AA）のために開発された。彼らのフライト予約システムは完全にマニュアル（手動）であり、1920年代に建設された米国アーカンソー州リトルロックにある予約センターが設計した。そのシステムはフライト毎のカード・ファイルを使ったもので、8人でソートしたカードが格納されている。ある座席が予約されると対応するカードに印が付けられ、その席が予約済みかどうかが示される。ここまでの処理は便数が今ほど多くないのでそれほど問題にはならなかった。ひとつのフライト予約が最終的に実施されるまでを見てみると、チケットを作成するには予約があってから最長三時間、平均でも90分かかっていた。また、この方式は限界に差し掛かっていた。ひとつのファイルに関われるオペレータは8人が限界であり、さらなる予約注文や問い合わせに対応するには階層構造を持たせて折り返し回答するようなシステムにせざるを得ない状況だった。
アメリカン航空はいくつかの解決法を試しており、カード・ファイルを置き換える Magnetronic Reservisor という新たなシステムが 1952 年に導入された。これは、磁気ドラムメモリを持っていて、その中に各フライトの残り座席数を記録するものである。これを使うと同時に多数のオペレータが残り座席数を見ることができるため、旅行会社からの問い合わせにすぐに応えることができた。しかし、実際のチケットの発券などは依然として手作業であり、そのためにしばしば機械と手作業の食い違いによるミスが発生した。一説では予約12件に1件の割合でトラブルが発生したという。アメリカン航空はもっと根本的な自動化システムを必要としていた。

## 発端
Reservisor が試験導入されていた1953年、IBMのセールスマンであるブレア・スミスはアメリカン航空の便に乗ってロスアンゼルスからニューヨークの本社に戻った。このとき彼の隣の座席にアメリカン航空の社長C・R・スミスが乗っていた。彼らは同姓であることから話がはずみ、彼らの仕事について語り合った。
その前に、IBMはアメリカ空軍のSAGEプロジェクトに参加していた。SAGEでは、複数の大型コンピュータを使用してレーダー施設からのメッセージを集め要撃機に送るもので、侵入してきた爆撃機に対する攻撃体制をとる時間が劇的に改善された。このシステムでは世界各地のテレタイプ端末から情報が集められ、戦闘機の基地のテレタイプ端末にその情報が送られる。これは最初のオンラインシステムのひとつである。
SAGEシステムの考え方は、かなりの部分でアメリカン航空の予約システムに当てはまると2人は気づいた。テレタイプ端末を発券オフィスに置き、予約や問い合わせの要求をセンターに送り、途中で人手を介することなく応答を返すのである。各フライトの残り座席数は自動的に更新され、座席があれば旅行業者に即座に知らせることが出来る。実際に予約するには要求を再度送り、データを更新すると共にチケットをプリントアウトするのである。
わずか30日後、IBMはアメリカン航空に調査報告書を送った。それはIBMが真剣に問題を考えたことを示すもので「電子頭脳」を使えば問題を解決する助けになることが示唆されていた。彼らはIBMの技術者とアメリカン航空の予約業務や発券業務に関わっている多くの人々を集めて、共同チームによるプロジェクトを開始した。まず短期的対策としてIBMのパンチカードシステムを改良型 Reservisor と組合わせて予約業務の半自動化を進めた。

## 開発とその後
正式な開発契約は1957年に締結され、最初のシステムは2台の IBM 7090 メインフレームを使ったもので、1960年にニューヨーク州ブライアークリフ・メナーに設置された。このシステムは成功した。プログラム開発費は4千万ドルだったと言われている。これは2000年の価値に換算すると3億5千万ドルである。1960年、名称は親しみやすい SABRE とされた。1960年代のSABREシステムは、1日83,000本の電話を受けつけ、大量のトランザクションを処理していた。1964年には全ての予約機能がSABREシステムで行えるようになった。
1972年、システムはオクラホマ州タルサに設置された System/360 上に移植された。1972年にアメリカン航空に入社したマックス・ホッパーはSabreシステムの管理者となった。当初、アメリカン航空だけが使っていたが、1976年に旅行業者にまで拡大された。
SABREが機能するようになると、IBMはその経験を他の航空会社にも売り込み、デルタ航空の Deltamatic（IBM 7074）、パンアメリカン航空の Panamac（IBM 7080）が構築された。1968年、それらの機能が PARS (Programmed Airline Reservation System) システムとしてまとめられた。PARS はSystem/360のどのマシンでも動作したので、いかなる規模の航空会社でも導入することができた。これは後に ACP (Airline Control System)、TPF (Transaction Processing Facility) へと発展した。このソフトウェアは当初アセンブリ言語で書かれていたが、後にPL/Iの方言である SabreTalk で書き直され、現在 (TPF) はC言語で書かれている。
1980年代には、Eaasy Sabre のブランド名で一般消費者が他社便を含む航空券予約とレンタカーおよびホテル予約をオンラインで行えるサービスを開始した。インターネットの商用利用解放前だったのでサービスへのアクセスはパソコン通信のCompuServeなどから行い、1990年代にはAOLでも同様のサービスを展開している。
アメリカン航空は Sabre を1990年代にスピンオフさせ、Sabre Holdings がシステムを運用するようになった。この会社は Travelocity というウェブサイトを運営していて、一般消費者がシステムを使えるようになっている。アメリカン航空と Sabre Holdings が正式に分離したのは2000年3月15日であり、Sabre Holdings はニューヨーク証券取引所に上場したが、2007年3月に私企業化されて上場廃止となった。現在では多くの企業で使われていて、ユーロスター、フランス国鉄、USエアウェイズも使っている。現在では、65,000の旅行業者を接続し、数百万の一般消費者に利用され、400以上の航空会社、27のレンタカー業者、125,000のホテル、50以上の鉄道会社、17の海運会社ともつながっている。

## 懸念事項
アメリカン航空が1981年に行った調査で、検索結果で最上位に表示されるフライトが選ばれるケースが過半数を占めていること、更に予約されたフライトのうち92%が検索結果の1ページ目に集中していたことが分かった。これを受けアメリカン航空ではフライトの表示順序を操作したり、果ては、検索結果の算出方法自体を改竄し、自社に有利な検索結果を表示させようとし始めた。
初めのうちは飛行時間や出発時刻、直行便か否かといった希望条件に対する許容度を操作する程度だったが、次第に明け透けな手段に出るようになる。1981年の暮れにニューヨーク・エアがドル箱路線であるラガーディア空港-デトロイト線に参入し、アメリカン航空と直接しのぎを削ることになった。ところが参入直後からニューヨーク航空のフライトは検索結果最下位に表示されるようになる。予約がほとんど入らなくなったニューヨーク航空は当初1日5便運航していたものを、当該路線から完全撤退するまでに至った。この他、コンチネンタル航空の割引運賃もアメリカン航空と直接競合する49路線において、検索結果から除外されていた。これもアメリカン航空から他社の割引運賃を表示しないようプログラムの書き換えが指示されていたことによる。
事態を重く見た米国議会では1983年にこの件に関する調査を開始する一方、アメリカン航空社長のボブ=クランドルは検索結果書き換え擁護派の筆頭に立った。議会の調査に対して、「そもそも我が社の検索結果が優先的に表示されるのは、他社に先駆けて予約システムを開発した我が社への当然の報いであり、適者生存を旨とする競争原理の根幹をなすものである」と述べて自社の立場を擁護したが、議会ではこれを取り合わず、1984年に検索結果の書き換えを違法とした。